# Mahajanapadas
 (juin 2013).
Si vous disposez d'ouvrages ou d'articles de référence ou si vous connaissez des sites web de qualité traitant du thème abordé ici, merci de compléter l'article en donnant les références utiles à sa vérifiabilité et en les liant à la section « Notes et références ».

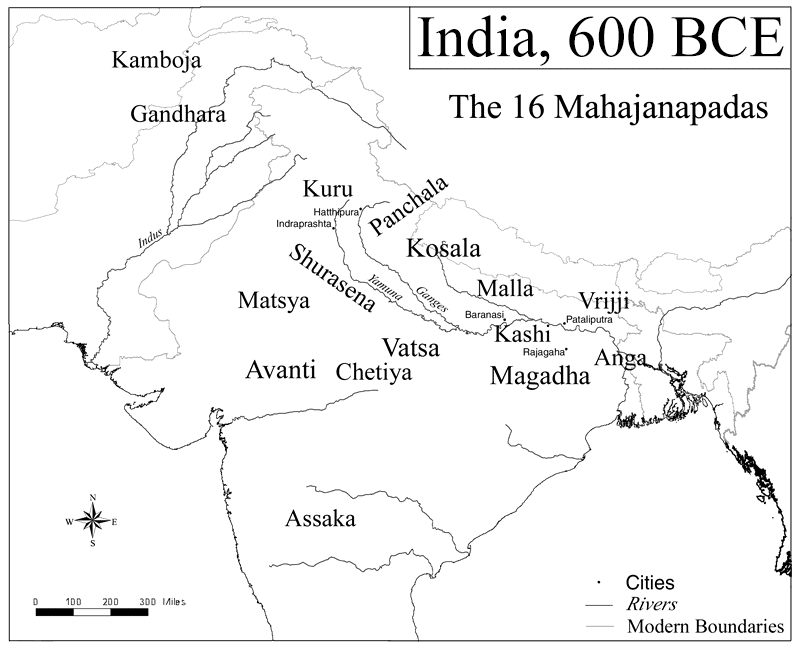
Les seize Mahâ-Janapadas au av. J.-C.

Les Mahajanapadas (sanskrit महाजनपद (Mahājanapada)), littéralement les « grands royaumes », sont d'anciens royaumes ou pays indiens. Les anciens textes bouddhistes comme l'Anguttara Nikaya font fréquemment référence à seize grands royaumes ou républiques (Solas Mahajanapadas) qui ont évolué et se sont épanouis dans une ceinture qui s'étend du Gandhara dans le nord-ouest à Anga dans la partie orientale du sous-continent indien et notamment une partie de la région trans-Vindhya, avant la montée du bouddhisme en Inde. Le VIe siècle av. J.-C. est souvent considéré comme un tournant majeur du début de l'histoire indienne.

## Vue d'ensemble
La structure politique des anciens Indiens semble avoir commencé avec des groupes tribaux semi-nomades appelés Jana (qui signifie « peuple » ou, par extension, « groupe ethnique » ou « tribu »). Les premiers textes védiques témoignent que plusieurs Janas ou tribus Indo-Aryennes se battaient entre eux ainsi qu'avec d'autres tribus non-aryennes pour les vaches, les moutons et de verts pâturages. Ces Janas védiques ont plus tard fusionné dans les Janapadas de l'âge épique.
Le terme « Janapada » signifie littéralement le pied d'une tribu. Janapada est dérivée de Jana au moment de la sédentarisation de ces tribus. Ce processus d’installation sédentaire était terminé avant le temps du Bouddha et de Panini. Le nord-ouest prébouddhiste du sous-continent indien a été divisé en plusieurs Janapadas délimités les uns des autres par des frontières. En Pāṇini, Janapada est le pays et les Janapadin sont ses citoyens. Chacune de ces Janapadas a été nommé d'après la tribu Kshatriya (ou le Jana Kshatriya) qui s'était installé sur celui-ci. Le bouddhisme et d'autres textes font accessoirement référence à seize grandes nations (Solasa Mahajanapadas) qui existaient avant l'heure de Bouddha. Ils ne donnent aucune histoire connectée[pas clair], sauf dans le cas du Magadha. Dans l'Anguttara Nikaya, il est plusieurs fois fait mention de seize grandes nations :
1. Anga
2. Kosala
3. Kashi
4. Magadha
5. Videha
6. Malla
7. Chedi
8. Vatsa (ou Vamsa)
9. Kuru
10. Panchala
11. Machcha (ou Matsya)
12. Surasena
13. Assaka (ou Asmaka)
14. Avanti
15. Gandhara
16. Kamboja

Un autre texte bouddhique du Digha Nikaya, ne mentionne que les douze premiers Mahajanapadas et omet les quatre derniers de la liste ci-dessus.
Le Chulla-Niddesa, un autre ancien texte du canon bouddhiste, ajoute Kalinga à la liste et substitut Yona à Gandhara, ainsi listant le Kamboja et le Yona comme un seul Mahajanapadas, Uttarapatha. [8] [9]
Le Bhagavati Sutra jaïn donne une liste légèrement différente des seize Mahajanapadas : Anga, Banga (Vanga), Magadha, Malaya, Malavaka, Accha, Vaccha, Kochcha (Kachcha ?), Padha, Ladha (Lata), Bajji (Vajji), Moli (Malla), Kasi, Kosala, Avaha et Sambhuttara.
De toute évidence, l'auteur du Bhagvati met l'accent sur les pays de Madhydesa et sur l’extrême-est  et le sud uniquement. Il omet les nations de Uttarapatha comme le Kamboja et le Gandhara. L'horizon plus étendu du Bhagvati et l'omission de tous les pays de l'Uttarapatha, "montre clairement que la liste du Bhagvati est d'origine plus tardive, et donc moins fiable". [10]
L'idée principale dans l'esprit de ceux qui ont établi les listes de Janapada était fondamentalement plus tribale que géographique, étant donné que les listes comportent les noms des personnes et non les pays. Comme les textes bouddhistes et jains qui ne référent qu'en passant aux Mahajanapadas sans plus de détails sur l'histoire, les quelques faits suivants  isolés, au mieux, y sont glanés ainsi que dans d'autres textes anciens.

## Pays

### Kashi
Le Royaume de Kashi était situé dans la région autour de Varanasi qui était sa capitale. La ville a été délimitée par les rivières Varuna et Asi au nord et au sud qui ont donné son nom à Varanasi. Avant Bouddha, Kashi était le plus puissant des seize Mahajanapadas.  Plusieurs Jatakas témoignent de la supériorité de sa capitale sur les autres villes de l'Inde et font l'éloge de sa prospérité et de son opulence. Les Jatakas parlent d'une longue rivalité de Kashi avec le Kosala, Anga et le Magadha. Il y eut une longue lutte pour la suprématie entre eux. Le roi Brihadratha de Kashi avait conquis le Kosala, mais Kāshī a été ultérieurement incorporée dans le Kosala par le roi Kansa au cours du temps de Bouddha. Les Kashi avec les Kosalas et les Videhans sont mentionnés dans les textes védiques et semblent avoir été des peuples étroitement alliés. Le Matsya Purana parlent des Kashi en tant que Kausika  et Al-Biruni comme  Kaushaka. Tous les autres textes anciens parlent de Kashi.

### Kosala
Le pays de Kosala était situé au nord-ouest du Magadha, avec pour capitale Savatthi. Il était situé à environ 70 miles au nord-ouest de Gorakhpur et comprenait les territoires correspondant à l'Awadh moderne (ou Oudh) dans l'Uttar Pradesh. Il avait pour frontières le Gange au sud, la rivière Gandhak à l'est et les montagnes de l'Himalaya au  nord. Le royaume était gouverné par le roi Pasenadi/Prasenjit suivi de son fils Vidudabha. Il y avait une lutte pour la suprématie entre Prasenjit et le roi du Magadha Ajatashatru, qui a finalement été réglée une fois que la confédération du Lichchavi s'est alignée avec le Magadha. Le Kosala a finalement été fusionné avec le Magadha sous Vidudabha. Ayodhya, Saketa, Bénarès et Sravasti étaient les principales villes du Kosala.

### Anga
La première référence à l'Anga se trouve dans l'Atharva-Véda où ils sont mentionnés, ainsi que les Magadhas, les Gandharis et les Mujavats, apparemment comme un peuple méprisé. Le Prajnapana Jaïn classe les Angas et les Vangas dans le premier groupe du peuple aryen. Il mentionne les principales villes de l'Inde ancienne. [11] Il était aussi un grand centre de commerce et ses marchands ont régulièrement navigué vers le lointain Suvarnabhumi. Anga a été annexée par le Magadha à l'époque de Bimbisara.

### Magadha
Le royaume du Magadha correspondait à peu près aux régions modernes de Patna et de Gaya dans le sud du Bihar et des parties du Bengale dans l'Est. Il a été délimité au nord par le Gange, à l'est par la rivière Champa, au sud par les monts Vindhya et à l'ouest par la rivière Sona. Pendant le temps de Bouddha ses frontières incluaient Anga. Sa première capitale était Girivraja ou Râjagriha. Les autres noms de la ville ont été Magadhapura, Brihadrathapura, Vasumati, Kushagrapura et Bimbisarapuri. Il fut un centre actif du jaïnisme dans les temps anciens. Le premier concile bouddhique a eu lieu à Rajagriha dans les collines de Vaibhara. Plus tard, Pataliputra est devenu la capitale du Magadha.

### Sangha Vajji
Le Sangha Vajji inclus huit ou neuf clans confédérés dont la Licchhavis, le Videhans, les Jnatrikas et les Vajjis étaient les plus importants. Mithila était la capitale de Videha et est devenu le centre prédominant des activités politiques et culturelles du nord de l'Inde. C'est à l'époque du roi Janaka qui Videha a hérité de la proéminence. Le dernier roi de Videha était Kalara qui aurait péri avec son royaume à cause de sa tentative sur une jeune fille brahmane. Sur les ruines de son royaume sont nées les républiques de Licchhavis et de Videhans, ainsi que sept autres plus petites. Le Licchavis étaient un peuple très indépendants. La mère de Mahavira était une princesse Licchavi. Vaisali était la capitale du Licchavis et le siège politique de la puissante confédération Varijian. Vaishali était situé à 25 miles au nord du Gange et à 38 miles de Rajagriha et était une ville très prospère. Le deuxième concile bouddhique a eu lieu à Vaisali. Les Licchavis étaient des disciples de Bouddha. Il est dit que Bouddha leur a rendu visite à de nombreuses occasions. Ils étaient étroitement liés par le mariage aux Magadhas et une branche de la dynastie Licchavi a régné sur le Népal jusqu'au début du Moyen Âge, mais n'a rien à voir avec la dynastie Shah actuellement au pouvoir au Népal. Les Licchavis sont représentés comme les Kshatriya (Vratya) dans le Manusmriti. Vaishali, le siège de la puissante Vajji et la capitale du Licchavi, a été défaite par le roi Ajatashatru du Magadha. Le Magadha est devenu le royaume le plus puissant de tous les Mahajanapadas.